# Beleg van Sint-Omaars
Het Beleg van Sint-Omaars was een Franse belegering van de Zuid-Nederlandse stad Sint-Omaars die tussen 24 mei en 16 juli 1638 plaatsvond ten tijde van de Dertigjarige Oorlog.

## Aanloop
In 1638 gaf Gaspar de Guzmán y Pimentel de opdracht aan kardinaal-infant Ferdinand van Oostenrijk om de strijd tegen de Noord-Nederlanders met alle kracht voort te zetten. De kardinaal-infant focuste zich dan ook op de belegering van de vesting van Rheinberg waarmee hij een bruggenhoofd zou krijgen over de Nederrijn. De winterkwartieren van het Spaanse leger bevonden zich in de omgeving van Antwerpen, maar na de inname van Breda door het Staatse leger waren de steden in deze regio kwetsbaar gemaakt voor eventuele aanvallen. Doordat het Spaanse leger elders druk bezig was, was Sint-Omaars slecht verdedigd. Het beschikte maar over een klein garnizoen onder de leiding van Lancelot Schetz. Hierdoor kon de Franse maarschalk Gaspard III de Coligny makkelijk oprukken naar Sint-Omaars en de stad belegeren.

## Beleg
De situatie voor Sint-Omaars was niet goed. Om zich effectief te kunnen verdedigen tegen de Fransen had het garnizoen drie keer zo veel man nodig dan er onder de wapenen waren. Na een bombardement veroverde het Franse leger de buitenpost Arques en maakte het tot hun hoofdkwartier. Vervolgens begonnen de Fransen met het afsnijden van de aanvoerroutes om de stad uit te hongeren, maar dit mislukte. Er kwam versterking voor het garnizoen onder leiding van de Spaanse kapitein Luis de Mieses. Met hun hulp slaagde het garnizoen erin om Sint-Omaars te verdedigen tegen de Franse aanvallen. De situatie bleef voor de Spanjaarden ernstig.
Het dichtstbijzijnde Spaanse leger stond onder leiding van prins Thomas Frans van Savoye-Carignano en hij zag zich gedwongen om met zijn niet al te grote leger Sint-Omaars te hulp te komen. Met behulp van hun lokale kennis slaagde het ontzettingsleger erin om buskruit en andere benodigdheden naar de stad te brengen. Deze operatie werd uitgevoerd met boten via de kanalen die door moerassen van Sint-Omaars liepen.
De Franse druk op de stad nam in juni 1638 toe. In deze maand begonnen de Fransen met het graven van grachten voor een eventuele aanval en de Franse bombardementen op de stad bleven aanhouden. In juli veranderde de situatie echter in het voordeel van de belegerden. Het leger van Ottavio Piccolomini bereikte deze maand de stad. Het leidde tot bloedige gevechten met de Fransen , die zagen zich vervolgens genoodzaakt het beleg op te geven.

## Nasleep
In 1639 probeerden de Fransen een andere vesting in de Spaanse Nederlanden te veroveren, Thionville. Ook hier slaagde Ottavio Piccolimini erin om de Fransen een nederlaag toe te brengen. Voor een overzicht van de latere Franse aanvallen op de Nederlanden, zie: Vlaanderen (Franse provincie).